# Gerry De Mol
Gerry De Mol is een muzikant, producer, zanger en songwriter uit Vlaanderen. Hij verwierf enige bekendheid als journalist en recensent van wereldmuziek en jazz bij onder andere De Morgen, De Financieel Economische Tijd en Knack Weekend en hij werkte aan diverse radioprogramma's mee. Hij was actief in de wereld van de reclame, onder andere met online marketing, en die van de muziek. Zijn bekendste projecten zijn Oblomow en Kleine Blote Liedjes. Hij werkte veel met Eva De Roovere samen, maar ook met onder andere Chris Whitley, Sevara Nazarxon, Minyeshu Kifle Tedla, Ghalia Benali, Laila Amezian, Paul Rans en Miek en Roel. Hij componeerde en bracht in 2004 Het Lied Der Rusteloosheid uit, een muziekprogramma met teksten van Herman de Coninck en Fernando Pessoa. In 2005 was er een programma met Paul Rans en Didier François (Tatouages) en schreef hij muziek voor The Endless Forest, een online kunstproject (sociale screensaver) van Michael Samyn & Aureia Harvey. Hij maakte met Ghalia Benali en Sevara Nazarkhan de productie Layla & Majnun voor het Koninklijk Instituut voor de Tropen in Amsterdam. Hij werkte mee aan cd's van Wouter Vandenabeele (Vensters), Urban Trad (Elem) en Marlene Dorcena (Haïti).
In februari 2006 begon een tournee met Oblomow en Perles d'Amour en in april 2008 begon het driejarenproject Het Draagbare Paradijs, in samenwerking met Open Doek in Turnhout. Hij is af en toe ook als singer-songwriter solo op de podia te zien. In 'Het leven is mooi (zolang je niet bestaat)' van Pat Donnez speelde en maakte hij de muziek en speelde hij naast Chris Lomme en Lore Dejonckheere. 
Hij speelt behalve gitaar hij ook Turkse bağlama, Arabische oed, ukelele,  dutar, banjo, cavaquinho, piano en kleinere instrumenten. 
Schrijver
Hij schreef in 2005 en 2006 telkens een filoso-advertentioneel manifesto over de maatschappelijke trends in de marketing en hoe marketeers de vinger aan de pols kunnen houden voor het Belgische reclamebureau Ogilvy. Hij belicht maandelijks een maatschappelijke trend in Touring Explorer. Zijn boek met dezelfde titel bij Het Draagbare Paradijs kwam op 12 januari 2008 uit met negen in België wonende zangeressen van diverse origine. 

## Discografie
- Als zichzelf:
  - Het Draagbare Paradijs, bij het gelijknamige boek 2008
- Oblomow:
  - Sporen 2001
  - Ya'Waaw 2003
- Kleine Blote Liedjes:
  - Kleine Blote Liedjes 2004
  - Min & Meer 2005
- Tracks op
  - Kapitein Winokio zag een beer - Toen onze mops een mopsje was, 2004
  - Te Gek ! Alle Woorden 2004
  - Een Nieuw Lied. 'Maandagochtend'
- Als gitarist, componist of beide
  - Vensters, Wouter Vandenabeele, 2003
  - Elem, Urban Trad, 2004
  - Haïti, Marlene Dorcena, 2005
  - Dire Dawa, Minyeshu Kifle Tedla, 2008